# Высокогорская Успенско-Николаевская Чуркинская пустынь
Высокого́рский Успе́нско-Никола́евский Чу́ркинский монасты́рь (Высокогорская Успенско-Николаевская Чуркинская пустынь) — восстанавливаемый мужской монастырь Астраханской епархии Русской православной церкви, расположенный в посёлке Чуркин Володарского района Астраханской области.

## История
В 1568 году нынешний Чуркинский остров был передан во владение Астраханскому Троицкому монастырю.
По монастырскому преданию первую церковь в середине XVI века здесь построил основатель Астраханского Свято-Троицкого монастыря, преподобный игумен Кирилл. Церковь была освящена в честь святителя Николая Чудотворца, покровителя всех по морю плавающих.
В XVII веке Чуркинский учуг перешёл во владение Астраханского Спасо-Преображенского монастыря.
В 1670-х годах здесь появился новый необычный насельник. Как повествует монастырское предание, принимавший участие в казни священномученика Иосифа митрополита Астраханского, палач Ларька, жегший его на костре, неожиданно получил вразумление через болезнь, и, осознав, что наказан за грехи, удалился от всех сюда, в низовье Волги, выкопав себе пещеру на бугре, стоявшем близ учуга. Получив за то, что мучил привязанного к бревну (чурке) святителя, прозвание Чурки, этот бывший палач, так и остался в памяти народной с этим именем. Подвизавшись многие годы в посте и молитве пещерник Чурка скончался здесь, и погребён был монахами.
С этого времени вслед за ним и другие подвижники стали рыть пещеры в бугре. В начале XVIII века и саму Никольскую церковь перенесли на «Высокую гору», как в народе называли Чуркинский бугор, за его превосходство над всеми другими буграми в округе. Так за монастырём закрепилось название Чуркинского.
В 1762 году при епископе Астраханском Мефодии (Петрове) Чуркинская пустынь из подворья Спасо-Преображенского монастыря превратилась в самостоятельную обитель. При этом же архиерее пустынь пережила свой первый расцвет. Были выстроены каменный Никольский храм и каменная ограда с четырьмя башенками.
При монастыре был богатый виноградный сад и большое стадо из лошадей местной «Архиерейской» породы. Благоденствие обители продолжалось до 1806 года, когда рыболовные воды, принадлежащие ей, были отобраны в казну. Монастрырь оскудел, так что шли разговоры о целесообразности его дальнейшего существования.

Новый расцвет обители был связан с именем архимандрита Евгения, назначенного её настоятелем в 1840 году. За советом и помощью к нему тянулись люди из разных уголков Астраханской губернии.
В 1854—1867 годы настоятелем был архимандрит Паисий, при котором в монастыре был выстроен Успенский собор и были возвращены монастырские рыболовецкие воды. Архимандрит Паисий был воспитанником Глинской пустыни и стал приводить устав Чуркинского монастыря в соответствие с её уставом. Богослужение здесь начиналось в два часа ночи и длилось до полудня, монахи не имели никакого имущества, и жили в полном послушании настоятеля и старцев. Чуркинский монастырь в годы его расцвета сравнивали с Оптиной пустынью. В начале XX столетия было около 150 человек.
То, что начал архимандрит Паисий, было продолжено при архимандрите Македонии (Жирове) (1900—1914), также выходце из Глинской пустыни, который привёз с собой на Чурку несколько десятков монахов. Также этих монахов посылали в другие астраханские мужские монастыри, для укрепления в них монашеского духа.
В 1910 году при монастыре был основан Иоанно-Предтеченский скит. 2 августа 1911 года император по докладу Обер-Прокурора Синода одобрил привоение скиту при Иоаино-Предтеченском храме Чуркинекой Николаевской пустыни, наименования «Романовский». Настоятель его иеромонах Досифей (Кузьмин) позже последний архимандрит монастыря, был старец высокой жизни, молитвенник.
В 1910—1916 годы Чуркинский монастырь поддерживал работу плавучего храма в честь свт. Николая Мирликийского. Из братии на борту находились иеромонах Иринарх, иеродиакон Серафим и фельдшер монах Дамиан. Дополнительно отец Иринарх вел миссию среди калмыков, а отец Дамиан вел проповедь трезвости. В приход плавучего храма входили поселки, спонтанно образовавшиеся в устье Волги, и некоторые прибрежные села.
В 1919 году монастырь был закрыт. В 1930 году были снесены колокольня и собор, кирпич от которых возили в посёлок имени Володарского для строительства рыбокомбината. Сломали в то время и все здания скита, и большую часть зданий в монастыря.
В бывшем монастыре впоследствии располагались то интернат, то санаторий, то туберкулёзная больница. Последней в оставшихся от монастыря помещениях, находилась психбольница, которую закрыли в начале 1990-х годов.
Весной 2004 года началось возрождение монастыря.
 Архиепископ Астраханский и Енотаевский Иона (Карпухин) обратился к местным властям с просьбой о передаче комплекса зданий монастыря в собственность епархии. 30 июня 2005 года правительство Астраханской области приняло решение передать комплекс Высокогорской Успенско-Николаевской общежительной Чуркинской мужской пустыни в собственность Астраханской и Енотаевской епархии..
При монастыре действует Дом временного пребывания для алкоголе- и наркозависимых. Подопечные прибывают в монастырь по направлению от храма Казанской иконы Божией Матери г. Астрахань, трудятся на послушаниях, получают от монастыря питание и рабочую одежду.
16 июня 2013 году в монастыре произошло убийство. Попросившийся на проживание незнакомец убил одного из послушников за отказ дать прикурить.
В июле 2014 года в храме бывшего монастыря мироточила икона. В октябре мироточила уже 21 икона.
В настоящее время монастырь находится в стадии восстановления, производится работа над кровлей настоятельского корпуса, заканчивается отделка будущей паломнической гостиницы.
В марте 2024 года в результате проведения георадарных работ под территорией монастыря было обнаружено 14 искусственных пустот, которые расположены на разных уровнях на глубине 20 метров. Самая крупная имеет размеры 78 метров в длину и 10 метров в высоту, что сопоставимо с размерами станции метро.